# Os 100 maiores hits do rock argentino pela Rolling Stone e MTV
Na edição de Março de 2002, a revista Rolling Stone Argentina divulgou uma lista com Os 100 maiores hits do rock argentino (Los 100 hits del rock nacional). No dia 18 de Março esta lista foi apresentada na MTV Argentina.

## Lista
| Ranking | Canção                                    | Músico/Banda                                         | Ano         |
| ------- | ----------------------------------------- | ---------------------------------------------------- | ----------- |
| 1       | La Balsa                                  | Los Gatos                                            | 1967        |
| 2       | Muchacha (Ojos de Papel)                  | Almendra                                             | 1970        |
| 3       | Rasguña las piedras                       | Sui Generis                                          | 1974        |
| 4       | De música ligera                          | Soda Stereo                                          | 1990        |
| 5       | Ji ji ji                                  | Patricio Rey y sus Redonditos de Ricota              | 1986        |
| 6       | Sólo le pido a Dios                       | León Gieco                                           | 1978        |
| 7       | Presente (El momento en que estás)        | Vox Dei                                              | 1970        |
| 8       | Seminare                                  | Serú Girán                                           | 1978        |
| 9       | Y dale alegría a mi corazón               | Fito Páez                                            | 1990        |
| 10      | El matador                                | Los Fabulosos Cadillacs                              | 1993        |
| 11      | Canción para mi muerte                    | Sui Generis                                          | 1972        |
| 12      | La rubia tarada                           | Sumo                                                 | 1985        |
| 13      | El oso                                    | Moris                                                | 1970        |
| 14      | Mil horas                                 | Los Abuelos de la Nada                               | 1983        |
| 15      | Tengo                                     | Sandro                                               | 1968        |
| 16      | Demoliendo hoteles                        | Charly García                                        | 1984        |
| 17      | Ciudad de pobres corazones                | Fito Páez                                            | 1987        |
| 18      | Nada que perder                           | Los Pericos                                          | 1987        |
| 19      | ¿Qué ves?                                 | Divididos                                            | 1993        |
| 20      | Jugo de tomate frío                       | Suéter                                               | 1970        |
| 21      | Imágenes paganas                          | Virus                                                | 1987        |
| 22      | Los viejos vinagres                       | Sumo                                                 | 1986        |
| 23      | Los dinosaurios                           | Charly García                                        | 1983        |
| 24      | Flaca                                     | Andrés Calamaro                                      | 1997        |
| 25      | El rebelde                                | La Renga                                             | 1998        |
| 26      | Verano del 92                             | Los Piojos                                           | 1996        |
| 27      | Se viene                                  | Bersuit Vergarabat                                   | 1998        |
| 28      | Tirá para arriba                          | Miguel Mateos                                        | 1984        |
| 29      | 11 y 6                                    | Fito Páez                                            | 1985        |
| 30      | Los Piratas                               | Los Auténticos Decadentes                            | 1997        |
| 31      | Persiana americana                        | Soda Stereo                                          | 1986        |
| 32      | La Bestia Pop                             | Patricio Rey y sus Redonditos de Ricota              | 1985        |
| 33      | Seguir viviendo sin tu amor               | Luis Alberto Spinetta                                | 1991        |
| 34      | Para siempre                              | Andrés Calamaro y Los Ratones Paranoicos             | 2001        |
| 35      | Abarájame                                 | Illya Kuryaki and the Valderramas                    | 1995        |
| 36      | Mi enfermedad                             | Fabiana Cantilo                                      | 1991        |
| 37      | Y lo que quiero es que pises sin el suelo | Catupecu Machu                                       | 2000        |
| 38      | Sólo se trata de vivir                    | Litto Nebbia                                         | 1981        |
| 39      | Spaghetti del rock                        | Divididos                                            | 2000        |
| 40      | Mirta, de regreso                         | Juan Carlos Baglietto                                | 1982        |
| 41      | Uno, dos, ultraviolento                   | Los Violadores                                       | 1985        |
| 42      | Sin documentos                            | Los Rodríguez                                        | 1993        |
| 43      | Yo no quiero volverme tan loco            | Serú Girán                                           | 1981        |
| 44      | La música                                 | El otro yo                                           | 1999        |
| 45      | Hacelo por mí                             | Attaque 77                                           | 1990        |
| 46      | El Amor Después del Amor                  | Fito Páez                                            | 1992        |
| 47      | El extraño de pelo largo                  | La joven guardia                                     | 1969        |
| 48      | En la ciudad de la furia                  | Soda Stereo                                          | 1988        |
| 49      | El tren de las 16                         | Pappo                                                | 1993        |
| 50      | Himno de mi corazón                       | Los Abuelos de la Nada                               | 1984        |
| 51      | Vasos vacíos                              | Los Fabulosos Cadillacs                              | 1988        |
| 52      | El anillo del capitán Beto                | Invisible                                            | 1976        |
| 53      | No llores por mí, Argentina               | Serú Girán                                           | 1982        |
| 54      | Un poco de amor francés                   | Patricio Rey y sus Redonditos de Ricota              | 1991        |
| 55      | Loco                                      | Andrés Calamaro                                      | 1997        |
| 56      | Pensé que se trataba de cieguitos         | Los Twist                                            | 1983        |
| 57      | Me gusta ese tajo                         | Pescado Rabioso                                      | 1972        |
| 58      | Vos sabés                                 | Los Fabulosos Cadillacs                              | 1999        |
| 59      | Puente                                    | Gustavo Cerati                                       | 1999        |
| 60      | Mañana campestre                          | Arco Iris (banda)                                    | 1971        |
| 61      | El rock del gato                          | Los Ratones Paranoicos                               | 1989        |
| 62      | Una luna de miel en la mano               | Virus                                                | 1985        |
| 63      | Pupilas lejanas                           | Los Pericos                                          | 1998        |
| 64      | Mañana en el Abasto                       | Sumo                                                 | 1987        |
| 65      | Gente del futuro                          | Miguel Cantillo                                      | 1981        |
| 66      | Avanti morocha                            | Los Caballeros de la Quema                           | 1998        |
| 67      | La colina de la vida                      | León Gieco                                           | 1976        |
| 68      | Cuando pase el temblor                    | Soda Stereo                                          | 1985        |
| 69      | La muralla verde                          | Los Enanitos Verdes                                  | 1986        |
| 70      | Silencio marginal                         | Aquelarre                                            | 1974        |
| 71      | Génesis                                   | Vox Dei                                              | 1971        |
| 72      | Trátame suavemente                        | Los Encargados                                       | 1986        |
| 73      | Es la vida que me alcanza                 | Celeste Carballo                                     | 1982        |
| 74      | Mujer amante                              | Rata Blanca                                          | 1990        |
| 75      | Malón diabólico                           | Babasónicos                                          | 1994        |
| 76      | (Loco) Tu forma de ser                    | Los Auténticos Decadentes                            | 1989        |
| 77      | El nuevo camino del hombre                | A.N.I.M.A.L.                                         | 1996        |
| 78      | La calle es su lugar                      | G.I.T.                                               | 1984        |
| 79      | Maribel se durmió                         | Luis Alberto Spinetta                                | 1983        |
| 80      | La bifurcada                              | Memphis                                              | 1988        |
| 81      | Chipi chipi                               | Charly García                                        | 1994        |
| 82      | El bar de la calle Rodney                 | La Portuaria                                         | 1991        |
| 83      | Puerto Pollensa                           | Sandra Mihanovich                                    | 1982        |
| 84      | Hola que tal                              | Las Pelotas                                          | 1995        |
| 85      | Todo a pulmón                             | Alejandro Lerner                                     | 1983        |
| 86      | Kanishka                                  | Los Brujos                                           | 1992        |
| 87      | Tan solo                                  | Los Piojos                                           | 1993        |
| 88      | Escafandra                                | Peligrosos Gorriones                                 | 1993        |
| 89      | Ya no sos igual                           | 2 minutos                                            | 1994        |
| 90      | Todo cambia                               | Man Ray                                              | 1994        |
| 91      | Playas oscuras                            | Los visitantes                                       | 1993        |
| 92      | Susy Cadillac                             | RIFF                                                 | 1982        |
| 93      | Ella vendrá                               | Don Cornelio y la Zona                               | 1987        |
| 94      | Masticar                                  | Fun People                                           | 1996        |
| 95      | Amanece en la ruta                        | Suéter                                               | 1984        |
| 96      | Héroes anónimos                           | Metrópoli                                            | 1986        |
| 97      | Gente que no                              | Todos Tus Muertos                                    | 1988        |
| 98      | Lolipop                                   | Viudas e hijas de Roque Enroll (The Chordettes, USA) | 1985 (1958) |
| 99      | Me gustas mucho                           | Viejas Locas                                         | 1999        |
| 100     | Morrissey                                 | Leo García                                           | 2001        |

## Ver Também
- Lista dos 100 maiores discos do rock argentino pela Rolling Stone Argentina